# 小さな神たちの祭り
小さな神たちの祭り（ちいさなかみたちのまつり）は、2019年11月20日に東北放送で放映された単発スペシャルのテレビドラマ。
東北放送開局60周年記念番組であり、東日本大震災を題材としたドラマである。

## あらすじ
2011年3月11日、東日本大震災の津波は、あらゆるものを奪っていった。宮城県亘理町で暮らしていたイチゴ農家の谷川家も例外ではなかった。
大学進学のため東京に上京していた長男の晃は難を逃れたが、亘理町で暮らしていた両親・祖父母・弟が津波に呑まれ行方不明となった。
自分だけ生き残ってしまったという自責の念を抱えたまま日々を歩いてきた晃の目の前に1台のタクシーが現れた。行き先は・・・

## キャスト
- 谷川晃（主人公）：千葉雄大（多賀城市出身）
- 岡本美結（晃の恋人）：土村芳（岩手県盛岡市出身）
- 谷川広太郎（晃の父）：マキタスポーツ
- 谷川クミ（晃の母）：笛木優子
- 谷川航（晃の弟）：細田佳央太
- 谷川行雄（晃の祖父）：不破万作
- 谷川良子（晃の祖母）：白川和子
- 伊藤玄次（広太郎の親友）：吉岡秀隆
- 結婚式の神父：富澤たけし（泉区 (仙台市)育ち）
- 結婚式のオルガン奏者：伊達みきお（泉区 (仙台市)出身）
- 久保春佳：土居志央梨
- 沢村純：石田法嗣
- 川瀬和之：六角慎司

## スタッフ
- 脚本：内館牧子（秋田県出身）
- 演出：松田礼人
- 音楽：遠藤浩二
- 撮影協力：せんだい・宮城フィルムコミッション、亘理町、田園調布学園大学　ほか
- 技術協力：フォーチュン
- 美術協力：アックス
- 照明協力：Kカンパニー
- ポスプロ：三友（MITOMO STUDIO）
- プロデュース：畠山督（東北放送）、北川雅一(TBSスパークル)、酒井聖博(TBSスパークル)
- 制作統括：石森勝巳（東北放送）
- 制作協力：TBSスパークル
- 制作著作：東北放送

## 受賞歴
- 「令和元年度（第74回）文化庁芸術祭」テレビドラマ部門　優秀賞
- 「2020年 日本民間放送連盟賞」番組部門・テレビドラマ番組 優秀賞
- 「第48回 国際エミー賞」テレビムービー/ミニシリーズ部門最終選考(4作品) ノミネート
- 「第25回アジア・テレビジョン・アワード」単発ドラマ／テレビムービー部門 最優秀作品賞